# Vallée de Kangra
La vallée de Kangra est une vallée située dans l'Ouest de la chaîne de l'Himalaya. D'un point de vue administratif, elle s'étend principalement dans l'État de l'Himachal Pradesh en Inde. Il s'agit d'une destination touristique populaire. On y parle le kangri (en).